# Hawaii zászlaja

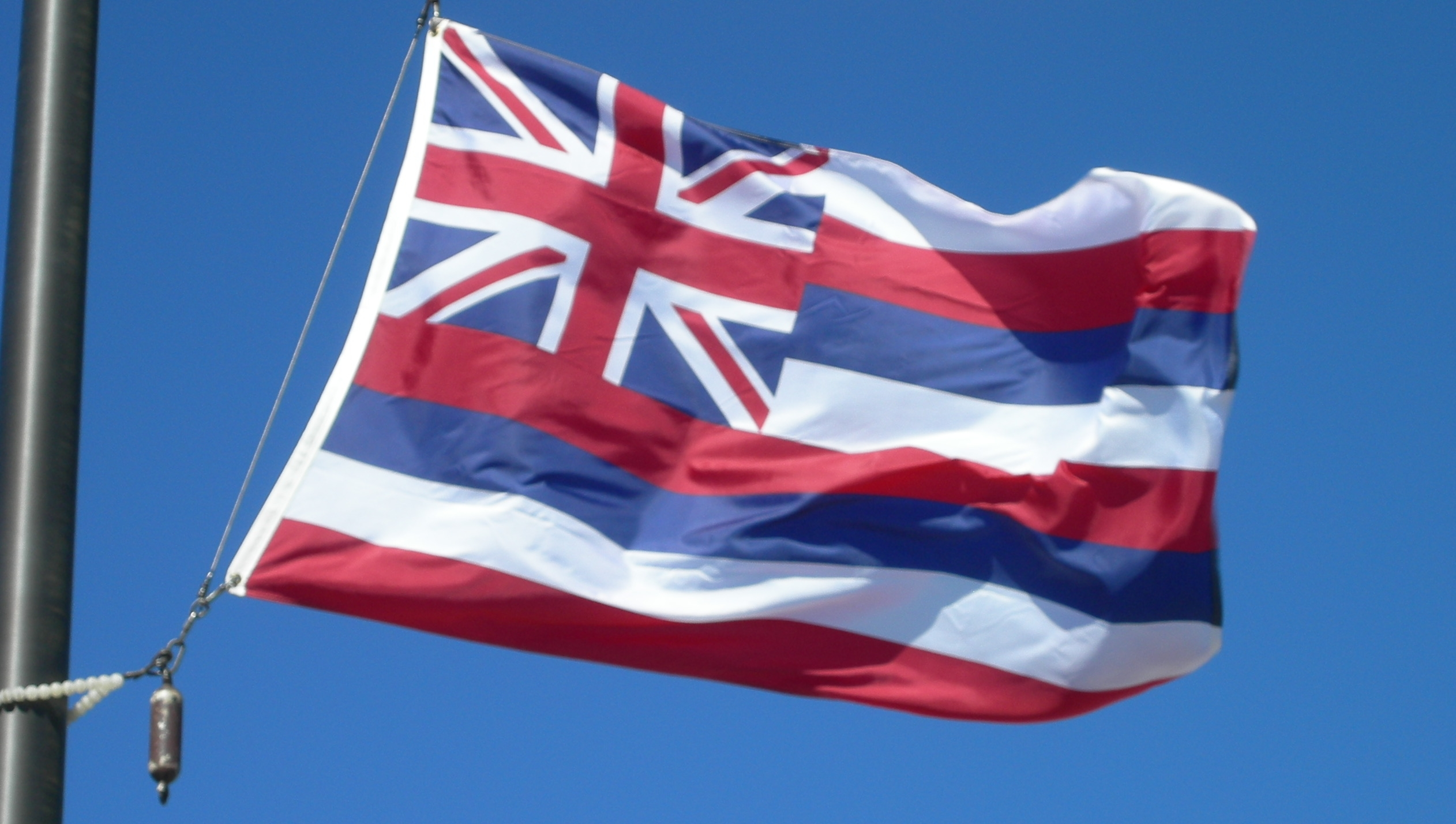

Hawaii zászlaja a Hawaii Királyság  által 1816-ban adoptált lobogón alapul. Az Egyesült Királyság zászlaját, a Union Jacket, az Egyesült Államok egyik jelképével, egy 19. századi amerikai lobogó sávjaival kombinálja. A nyolc sáv itt a nyolc fő szigetet képviseli (Hawaii, Kahoolawe, Kauai, Lanai, Maui, Molokai, Niihau és Oahu).